# 아일랜드 현대미술관

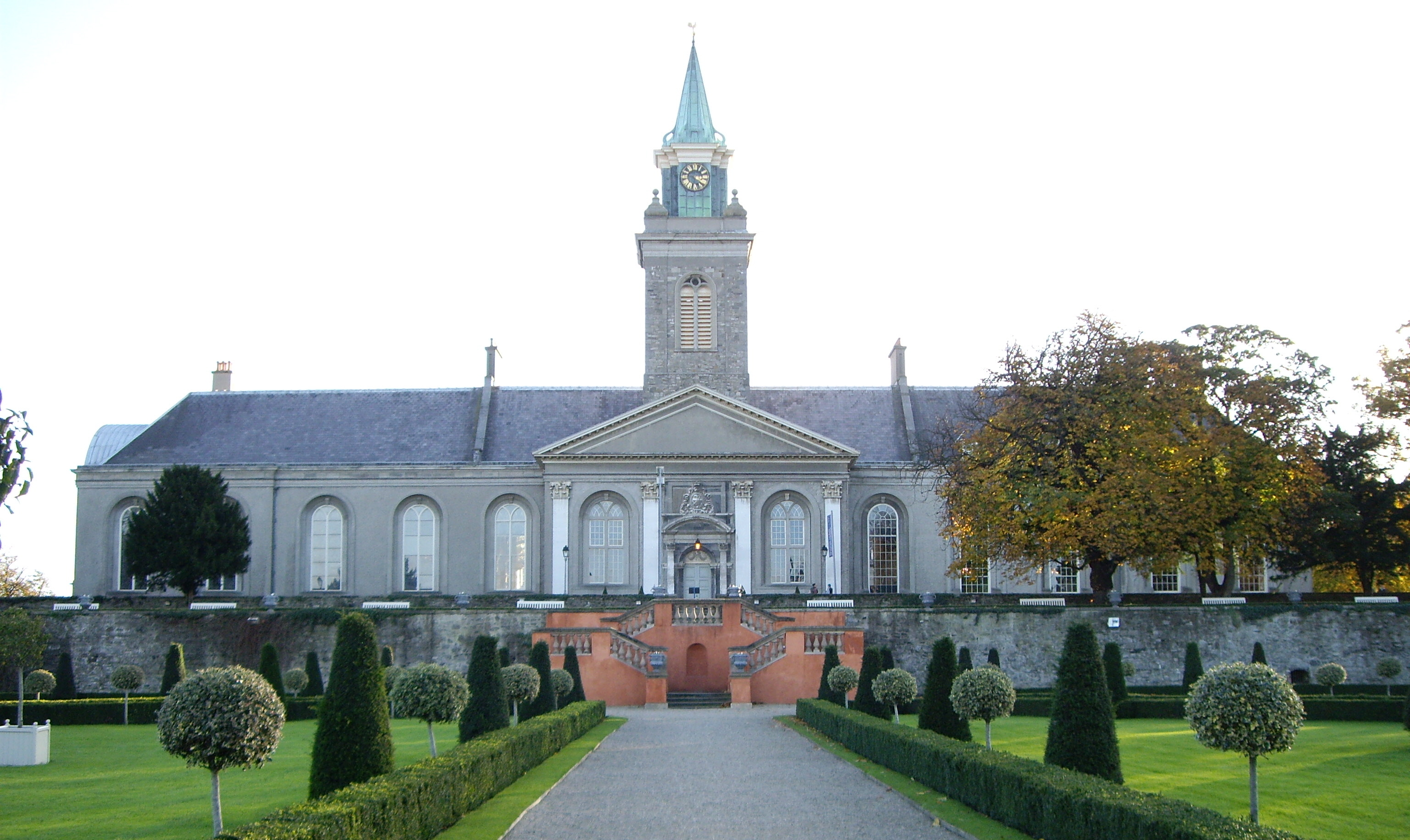
아일랜드 현대미술관

아일랜드 현대미술관(영어: Irish Museum of Modern Art, 아일랜드어: Áras Nua-Ealaíne na hÉireann, IMMA)은 아일랜드 더블린에 있는 미술관이다.